# Garrulax leucolophus
El charlatán crestiblanco (Garrulax leucolophus) es una especie de ave paseriforme de la familia Leiothrichidae que vive en el sur de Asia. Este tordo reidor es en realidad un Timalí grande y de cola larga. Tiene un canto traqueteante y explosivo que se ha comparado a veces con una risotada diavólica.

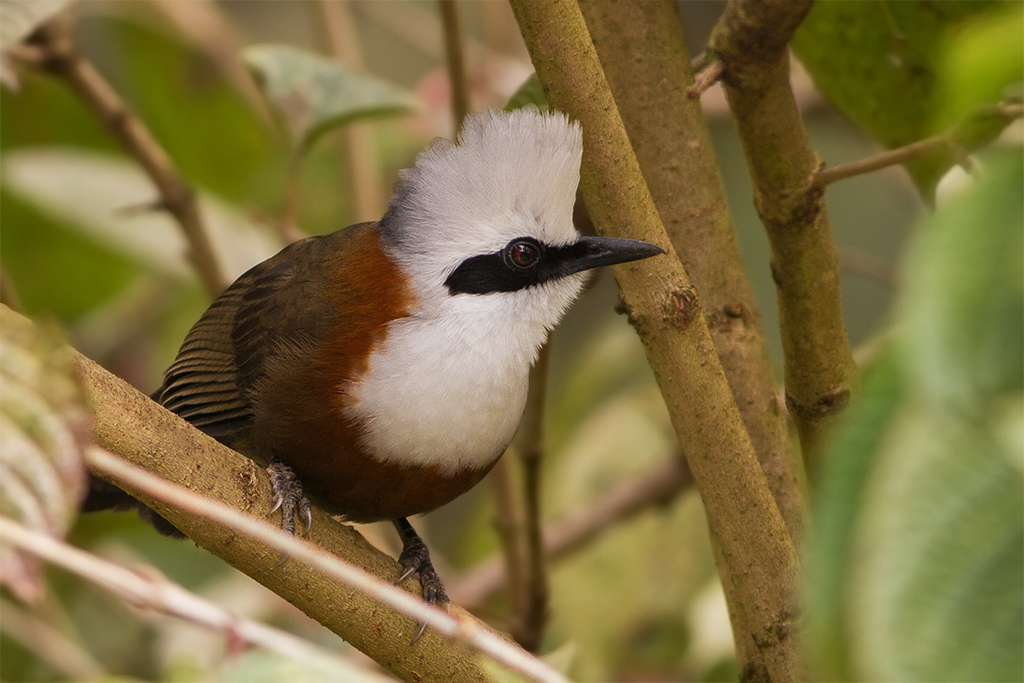
Ejemplar en Sikkim oriental, India.

## Distribución
Se encuentra en los bosques de la región indomalaya, desde el Himalaya, extendiéndose por el sudeste asiático continental hasta Indochina.